# 자스민 제시카 안소니
자스민 제시카 안소니(Jasmine Jessica Anthony, 1996년 10월 28일 ~ )는 미국의 배우, 텔레비전 배우, 영화배우이다.

## 방송
- 커맨더 인 치프
- 명탐정 몽크 시즌3

## 영화
- 워터 필스 (2009년)
- 언더 데어 (2007년)
- 1408 (2007년) - 케이티 역
- 어글리 베티 (2006년)
- 체킹 아웃 (2005년)
- 커맨더 인 치프 (2005년) - 에이미 캘러웨이 역